# 한국번역가협회
사단법인 한국번역가협회는 비영리 단체로 번역가를 양성하고 권익을 옹호하기 위하여 1971년에 창립되었다. 현재 매년 3월, 7월, 11월 3회에 걸쳐 번역능력인정시험 (TCT)을 시행하고 있으며, 사무국은 서울시 종로구 새문안로3길 12에 있다.